# Moerbekeheuvel

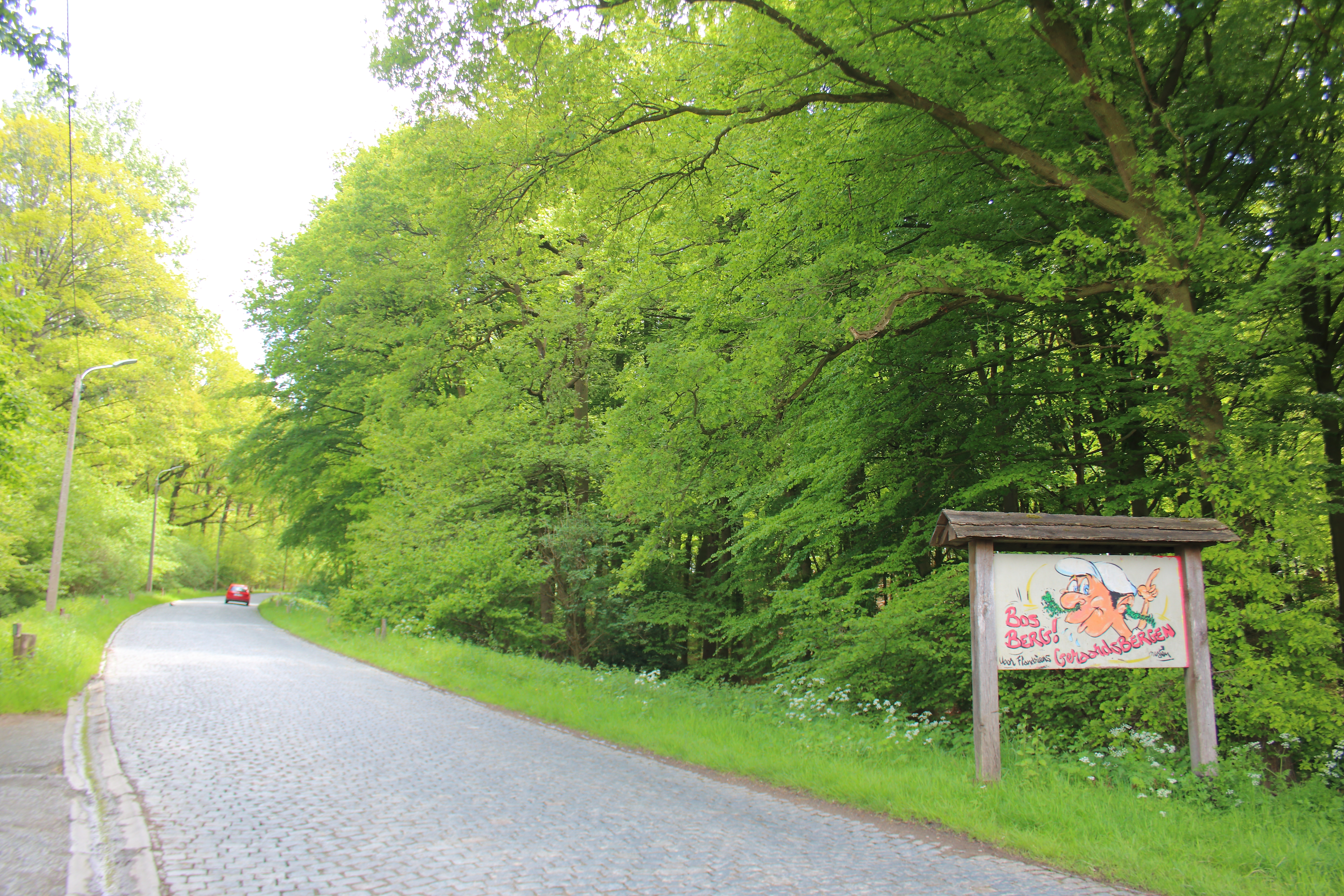

De Moerbekeheuvel is een heuvel met een hoogte van 110 meter in het Pajottenland die zich op het grondgebied van de Belgische gemeenten Geraardsbergen en Pajottegem bevindt. Op de westelijke flank van de heuvel gaat de kasseiweg Bosberg steil omhoog. Op de westelijke flanken van de heuvel strekt zich het Raspaillebos uit.
Het bosgebied is een restant van het vroegere Kolenwoud.